# Tajcsou
Tajcsou (kínaiul 台州) prefektúra szintű város Kínában, Csöcsiang tartományban. Lakosainak száma 6 622 888 fő (2020).

## Népesség
| 2010 | 5 968 838 |
| 2020 | 6 622 888 |

## Testvérvárosok
- Fort Wayne